# سیارک ۵۲۴۵
سیارک ۵۲۴۵ (به انگلیسی: 5245 Maslyakov، نامگذاری:1976GR2) پنج هزار و دویست و چهل و پنجمین سیارک کشف شده‌است که در ۱ آوریل ۱۹۷۶ کشف شد.
قدر مطلق سیارک برابر ۱۳٫۵۰ است.